# Till Gösta Ekmans minne
Till Gösta Ekmans minne är en svensk klippfilm från 1938. Filmen hade premiär den 13 januari 1938, dagen efter Ekmans död, på 12 biografer i Stockholm.
Filmen består av avsnitt ur Gösta Ekmans filmer för Svensk Filmindustri, däribland Mästerkatten i stövlar (1918), Bomben (1920), En lyckoriddare (1921), Karl XII (1925), Karl XII/senare delen (1925), För hennes skull (1930), Kära släkten (1933), Swedenhielms (1935) och Intermezzo (1936).